# Vallási irodalom
A vallási irodalom a tágabb értelemben vett irodalom egyik jelentős ága a tudományos irodalom, a szépirodalom, a filozófia irodalom stb. mellett. A vallással kapcsolatos irodalmi művek tartoznak bele. A tudományos rendszerességgel művelt vallási irodalmat teológiai irodalom néven ismerik. (Ez utóbbi alcsoportba több filozófiai jellegű mű is beletartozik.) A vallási irodalomnak magyar nyelvre viszonylag kevés alkotását fordították. A keresztény vallásos irodalmat egyházi irodalomnak is szokták nevezni.

## Muszlim vallási irodalom
A Közel-keleti országok vallási irodalma az arab hódítás után (7. századtól). Jelentős mennyiségű vallásos mű tartozik ide, legismertebb közülük a Korán. Magyar nyelvre fordították:
- Abú-Hámid Mohammed Al-Ghazálíj: A tévelygésből kivezető út (ford. Németh Pál), Mikes International, Hága, 2003
- An-Nawawi által gyűjtött Negyvend hadísz. Fordítás és magyarázat, Magyarországi Muszlimok Egyháza, Budapest, 2008, ISBN 978-963-87469-5-5
- Korán (ford. Simon Róbert, Prométheusz Könyvek 17.), Budapest, Helikon, 1987, ISBN 963-207-822-5, 494 p

## Zsidó vallási irodalom
A mai Izraelen kívül a középkori Európában is művelt irodalom. Legismertebb terméke a Talmud és a Zóhár. Magyar nyelvre fordították:
- Ábrahám ibn Daud: A Magasztos hit, Logos Kiadó, 2004, ISBN 9638159170
- Apokrifek (szerk. Vanyó László), Budapest, Szent István Társulat, 1980, ISBN 963-360-110-x, 366 p (2. kiadás: 1988, ISBN 963-360-363-3)
- A próféták élete. Zsidó szentéletrajzok az ókorból (ford. Xeravits Géza), L'Harmattan Kiadó, Budapest, 2010, ISBN 978-963-236-321-9, 122 p
- Biblia több kiadásban, például: Szent Biblia – azaz Istennek Ó és Új Testamentomában foglaltatott egész Szent Írás, magyar nyelvre fordította Károli Gáspár, Magyar Bibliatársulat, Budapest, 2001, ISBN 963-300-857-3
- Frisch Ármin: Szemelvények a Biblia utáni zsidó irodalomból, Pallas Irodalmi és Nyomdai Rt., Budapest, 1906 (reprint kiadás: Auktor Könyvkiadó, Budapest, 1993, ISBN 963-7780-24-6, 413 p), 179–298., 305–319., 329–378. oldal
- Slomo Ganzfried, R. Joszef Káró: A Sulchan Aruch kivonata I-III., Magyar Izraeliták Országos Képviselete, Budapest, 1998
- Yehuda ha-Levi: Kuzári: érvek és bizonyítékok könyve a megvetett vallás védelmében (ford., jegyzetekkel és utószóval ell. Maróth Miklós), Avicenna Közel-Kelet Kutatások Intézete, Piliscsaba, 2004, ISBN 9638635932, 210 p.
- Maimonidész: A tévelygők útmutatója, Logos Kiadó, Budapest, 1997 (reprint kiadás az 1878–1890-es kiadásból)
- Sulchan Aruch "Terített asztal". A zsidók négy törvénykönyve. Forditotta és kiadja, fordította Luzsénszky Alfonz, Budapest, 1926.
- Szabolcsi Miksa: Hitvita – Izsák ben Ábrahám Troki Chizuk Emunája nyomán, Brózsa Ottó Könyvnyomdája, Budapest, 1908, 95 p
- Szabó Xavér: Salamon zsoltárai, L'Harmattan Kiadó, Budapest, 2009, ISBN 978-963-88356-1-1, 161 p
- Szádja Gáon: Hittételek és vélemények könyve (arabból fordította Hegedűs Gyöngyi), Goldziher Intézet – L'Harmattan, 2005, ISBN 963-7343-34-2
- Szemelvények Rásinak a Tórához írt kommentárjából, I–XII. kötet, Egységes Magyarországi Izraelita Hitközség és a Chábád Lubavics Zsidó Nevelési és Oktatási Egyesület, Budapest, 2007
- Talmud:
  - Pirké ávót, több fordításban a magyar zsidó imakönyvekben.
  - Derech erec, in: Krausz Sámuel: Talmudi életszabályok és erkölcsi tanítások, Budapest, 1894, Az Izraelita Magyar Irodalmi Társulat (IMIT) kiadványa.
  - Huber Lipót: A Talmud, különös tekintettel az Új-Szövetségre, Szerzői kiadás, Budapest, 1897, 280 p (elektronikus elérés:  és )
  - Frisch Ármin: Szemelvények a Biblia utáni zsidó irodalomból, Pallas Irodalmi és Nyomdai Rt., Budapest, 1906 (reprint kiadás: Auktor Könyvkiadó, Budapest, 1993, ISBN 963-7780-24-6, 413 p), 77–151. oldala
  - A Talmud magyarul, fordította Luzsénszky Alfonz, Budapest, 1911. [több kiadásban] (reprint kiadás az 1940-es kiadás alapján: Gede Testvérek Bt., Budapest, 2002, ISBN 963-9298-33-6, 208 p, elektronikus kiadás az 1922-es kiadás alapján: , , )
  - A Talmud könyvei, fordította és összeállította Molnár Ernő, Korvin Testvérek Könyvnyomdája, Budapest, 1921–1923 (reprint kiadás: IKVA kiadó, Budapest, 1989, ISBN 963-0265-11-7, 516 p, elektronikus elérés:  Archiválva 2016. április 18-i dátummal a Wayback Machine-ben)
  - A Talmud – A Babilóniai Talmud, válogatta és fordította Domán István, Orex Bt., Budapest, 1994, ISBN 963-8126-04-3, 209 p
- Weisz Miksa: Zsidó etika – a XI–XVII. század zsidó irodalmából, Pesti Izr. Hitközség Kulturszociális ügyosztálya, Budapest, 1923, 133 p
- Zóhár – A Ragyogás könyve (ford. Réti Péter), Holnap Kiadó, Budapest, 1990, ISBN 963-345-026-8, 112 oldal
- Zohár – a Teremtés könyvéről, Atlantisz Könyvkiadó, 2014, ISBN 9789639777347, 980 p
- A zsidó tudományok – fejezetek a klasszikus forrásokból, I–V., A zsidó tudományok szabadegyeteme, Budapest, 2003

## Hindu vallási irodalom
A mai India területén keletkezett vallási irodalom nagy része a hinduizmus befolyása alatt született. Legismertebb képviselője a Bhagavad-gíta. Magyar nyelven elérhető:
- A Bhagavad-Gítá úgy, ahogy van – A szankszkrit eredetivel, annak latin betűs átírásával, a szavak magyar megfelelőivel, fordítással és részletes magyarázattal, The Bhaktivedanta Book Trust, Vaduz, 2008, ISBN 978-1-84599-081-7
- India bölcsessége – Szöveggyűjtemény India legendakincséből, vallási és filozófiai irodalmából, Gandhi Alapítvány-Tan Kapuja Buddhista Főiskola, Budapest, 1994, ISBN 963-04-4398-8
- Srímad Bhágavatam I–X., The Bhaktivedanta Book Trust, h. n., 2008, ISBN 91-7149-052-3
- Upanisadok I–III., Tan Kapuja Buddhista Egyház, Budapest, 1994, ISBN 963-450-064-1

## Buddhista vallási irodalom
A mai India, Kína, Japán, és Dél-kelet Ázsia nagy vallásának, a buddhizmusnak vallásos irodalma. Legismertebb képviselője a Buddhának tulajdonított prédikációk. Magyar nyelven elérhető:
- A nyolcvannégy mahásziddha legendája, Tan Kapuja Buddhista Egyház, Budapest, 2000, ISBN 963-00-5153-2
- Elszakadás a négy ragaszkodástól. Magyarázatok gyűjteménye – A tudat képzéséről szóló alapvető tanítás a Szakja hagyományban, Farkas Lőrinc Imre Kiadó, Budapest, 1998, ISBN 963-7310-49-5
- India bölcsessége – Szöveggyűjtemény India legendakincséből, vallási és filozófiai irodalmából, Gandhi Alapítvány-Tan Kapuja Buddhista Főiskola, Budapest, 1994, ISBN 963-04-4398-8
- Sza-Szkja Pandita: A bölcsesség kincsestára, Európa Könyvkiadó, Budapest, 1984, ISBN 9630733528

## Dzsainista vallási irodalom
A mai India egy régi, de nem túlzottan sok követővel rendelkező vallásának, a dzsainizmusnak irodalma. Magyar nyelven elérhető:
- Nami király megtérése – Dzsaina legendák és miniatúrák az Uttaradzsdzshajanaszuttából, Helikon Kiadó, Budapest, 1984, ISBN 963-207-819-5

## Konfuciánus–taoista vallási irodalom
A mai Kína hagyományos vallás–filozófiájának, a konfucianizmusnak és a taoizmusnak az irodalma. Legismertebb alkotása a Tao-tö-king. Magyar nyelven elérhető:
- Weöres Sándor – Tőkei Ferenc 1958. Lao-ce: Az Út és Erény könyve. Európa Könyvkiadó. (Budapest: Tericum Kiadó, 1994, 1996, 1997, 1998, 2000, 2001; Budapest: Balassi Kiadó, 1996.)

## Természeti népek vallási irodalma
Az úgynevezett természeti népek életében is jelentős helyet foglal el a vallási irodalom, bár ennek formája itt sokáig leginkább a szóbeli hagyományozódású imádságok, ráolvasások, varázslások voltak.

## Fordítás-sorozatok
Több kiadó foglalkozott kifejezetten vallásirodalmi művek magyar fordításával:
- Farkas Lőrinc Imre Kiadó – vegyes vallási irodalom
- Helikon Kiadó „Prométheusz Könyvek” című sorozata – vegyes vallási irodalom
- Kairosz Kiadó – keresztény vallási irodalom
- Logos Kiadó – zsidó vallási irodalom

## Egyéb elektronikus irodalom
- Tibeti vallásos irodalom
- Sulinet: Irodalom és vallás
- Terebess Ázsiai Lexikon